# ヒナタフーズ
ヒナタフーズ株式会社は、北海道夕張郡由仁町に本社を置く大豆発酵食品等の製造を行う企業である。

## 概要
- ヒナタフーズは1990年（平成2年）に設立された。

## 事業所
- 由仁本社 - 北海道夕張郡由仁町古川73-1
- 恵庭工場 - 北海道恵庭市北柏木町3-22-1

## 主な製品
- もやし・納豆